# Mujer con pantalones
Mujer con pantalones es una telenovela venezolana producida y transmitida por la cadena RCTV entre los años 2004 y 2005. Original de Julio César Mármol y escrita por Julio César Mármol (hijo). 
Fue protagonizada por Marlene De Andrade y Mark Tacher, coprotagonizada por Winston Vallenilla y Alfonso Medina, y con la participaciones antagónicas de Eduardo Orozco.y Julie Restifo.

## Sinopsis
Micel lleva apenas dos semanas trabajando de incógnito en la compañía de su padre, y ya tiene un enamorado. Se llama Juan José, y es su supervisor. Pero Juan José no sabe que la hermosa obrera es en realidad Micel Torrealba, y mucho menos se imagina que está allí bajo el nombre de María Suárez porque sospecha que Vladimir, su hermano mayor, ha estado estafando y extorsionando a los campesinos de la zona. 
Esta circunstancia insólita porque Micel aún no puede creer que su hermano querido sea capaz de las cosas que se empiezan a decir de él, aunada al deterioro visible de la salud de su padre, la llevaron a tomar una decisión de vida. Tenía que hacer algo, y lo haría a su manera. Por eso, dos semanas después, ya se llamaba María Suárez, al menos para sus compañeros y su supervisor, Juan José Rondón, hombre de familia humilde pero honrada, un ser que estará destinado a enseñarle a Micel, al tiempo que se enamora de ella, los valores de la clase obrera. 
También se llamó María Suárez para Salvador Vega, socio heredero de la compañía, el día en que este llegó del exterior y Micel por poco se lo lleva por delante, por allá, por la carretera de tierra que partía en dos los hermosos sembradíos de girasoles, cuando venía en volandas conduciendo un camión cava de la compañía. Y aunque Salvador no la reconoció enseguida como su amiga de la infancia, supo pronto que se trataba de ella, de Micel, la hija consentida de Pedro Pablo Torrealba, el socio de su padre muerto, el hombre a quien venía a observar de cerca, en silencio y con mucha paciencia, esperando el momento preciso para saldar las cuentas que hubiera que saldar.
Y quizás nos salte la pregunta: ¿cómo pudo Micel ingresar como trabajadora en la fábrica de Aceites Torrevega, sin que se enteraran ni su padre ni su hermano mayor? La respuesta es Neptalí Moreno, encargado del departamento de nómina y Recursos Humanos de la compañía, hombre fiel, buen amigo y amante esposo de Leticia, amiga entrañable de Micel, joven de destino triste y doloroso. Es así como Micel, una mujer que ama la música y la filantropía, que ha crecido en medio de una familia de apariencia perfecta, tendrá entonces que enfrentarse a un camino marcado por la presencia y el dominio tradicional de los hombres; hombres por demás especiales, como su terrible hermano Vladimir, y su padre, Pedro Pablo Torrealba, figura clave ésta que representa para Micel la justicia, el amor y la unidad sagrada de su familia. 
Y mientras Micel lucha por abrirse un camino de méritos propios dentro de las empresas de su padre, se verá sentimentalmente envuelta con Juan José, Salvador y Neptalí, tres hombres, tres mundos, tres maneras distintas de mirar la vida, y tres maneras diferentes de amar a una mujer. Una mujer como Micel, quien estará dispuesta a llegar hasta el sacrificio de sus propios sentimientos por alcanzar sus metas, con tal de ser lo que al final de cuentas la vida le ha exigido que sea: Una "Mujer con pantalones".

## Elenco
- Marlene De Andrade como María Isabel Torrealba Galué / "Micel".
- Mark Tacher como Salvador Diego Vega Andonegui.
- Winston Vallenilla como Juan José Rondón.
- Alfonso Medina como Neptalí Moreno Michel.
- Daniel Alvarado como Pedro Pablo Torrealba.
- Julie Restifo como Cristina Galué de Torrealba.
- Wanda D'Isidoro como Leticia Hewson.
- Eduardo Orozco como Vladimir Torrealba Galué.
- Jalymar Salomón como Paulina Torrealba Galué.
- Flor Elena González como Candelaria de Lisboa.
- Margarita Hernández como Teresa "Teresita" Galué.
- Aura Rivas como María Benita Guerra.
- Javier Valcárcel como José Gregorio "Goyo" Lisboa.
- Yajaira Orta como Doña Dulia Andonegui.
- Mirtha Pérez como Tibaide Rondón.
- Estefanía López como Fernanda Rondón.
- Aileen Celeste como Esther Paulini.
- Paula Bevilacqua como Amaranta Torrealba Galué.
- Oscar Cabrera como Alfredito Lisboa.
- Cristal Avilera como Clementina.
- Crisbel Henríquez como Eliana Contreras.
- Andreína Álvarez como Linda Bombón.
- Marcos Campos como Evaristo Lisboa.
- Jeanette Flores como Camila "Camilita" Briceño.
- José Ángel Ávila como José María Estupiñán.
- César Bencid como Toribio Bertoloto.
- Simón Gómez como Gerardo Enrique Rondón.
- Andreína Mazzeo como Coromoto Olivares.
- Christian Chividatte como Eusebio Montiel.
- Sheyene Gerardi como Guillermina Pérez.
- María Gabriela Maldonado como Daniela Romero (niña).
- Carlos Arreaza como Armando López.
- Deyalit López como Lorena.
- Abril Schreiber
- Miguel Gutiérrez
- Daniel Chelini
- Mónica Pasqualotto
- Juan Pablo Raba como Daniel

## Libretos de escritores
- Original de: Julio César Mármol
- Escrita por: Julio César Mármol (hijo)
- Libretos de: Julio César Mármol (hijo), Ana Teresa Sosa, Carmen García Vilar, César Rojas, Raúl Valladares

- Datos: Q6025966